# Pieter Andreas Kemper
Pieter Andreas („Peter“) Kemper (* 13. Oktober 1942 in Den Haag; † 25. März 2020) war ein niederländischer Fußballspieler.

## Karriere
Kemper war Abwehrspieler. Er spielte von Juli 1961 bis Juni 1975 für die PSV Eindhoven in der Eredivisie. Er wurde in Spielen des UEFA-Cups und des Europapokals der Landesmeister eingesetzt. Sein Karriereende leitete er im Juni 1976 bei Helmond Sport in der Eerste Divisie ein.
Am 5. April 1967 nahm er in der Startelf am Europameisterschaftsqualifikationsspiel DDR gegen die Niederlande (unter Georg Keßler) teil. Sein letztes Spiel bestritt er am 17. April 1967 gegen Belgien.

## Auszeichnungen
- Niederländischer Fußballmeister (2): 1962*63, 1974/75
- Niederländischer Pokalsieger (1): 1973/74